# باكيفا
باكيفا هي إحدى القرى اللبنانية من قرى قضاء راشيا في محافظة البقاع.